# Armen Wardanjan
Armen Frunsikowytsch Wardanjan (ukrainisch Армен Фрунзікович Варданян, armenisch Արմեն Վարդանյան; * 30. November 1982 in Saporischschja) ist ein ukrainischer Ringer armenischer Herkunft. Er war Europameister im griechisch-römischen Stil 2004 und 2008 im Leichtgewicht.

## Werdegang
Armen Wardanjan stammt vor armenischen Eltern, wuchs aber in Saporischschja (Ukraine) auf und begann dort im Alter von zehn Jahren 1992 mit dem Ringen. Er konzentrierte sich dabei auf den griechisch-römischen Stil und wurde von seinem Trainer Murat Sarkisjan bereits im Juniorenbereich an die Weltspitze herangeführt. Sein Verein war damals Dynamo Saporischschja. Bis 1998 startete er für Armenien. 1999 ging er nach Kiew, wo er Sport studierte und für den Sportklub BK Kiew und für die Ukraine an den Start ging. Sein Trainer wurde dort Ewgeni Tschertkow.
Seinen ersten großen Erfolg auf der internationalen Ringermatte heimste er im Jahre 1998 ein, als er bei den Welt-Jugend-Spielen in Moskau bei den Cadets (= bis zum 16. Lebensjahr) in der Klasse bis 57 kg Körpergewicht (Bantamgewicht) den 2. Platz belegte. Im Jahre 2000 startete er in Moskau auch erstmals bei der Europameisterschaft der Senioren im Federgewicht. Er musste dort aber noch Lehrgeld bezahlen und kam nur auf den 9. Rang. Dafür wurde er im gleichen Jahr in Nantes Junioren-Europameister im Federgewicht, dem er im Jahre 2001 in Taschkent den Vize-Weltmeistertitel bei den Junioren im Leichtgewicht hinzufügte.
2001 war er auch wieder bei der Europameisterschaft der Senioren in Istanbul am Start, verlor aber dort seinen ersten Kampf, musste ausscheiden und belegte nur den 19. Platz.
2003 war er wieder bei der Europameisterschaft in Belgrad im Leichtgewicht am Start. Er gewann dort seine ersten vier Kämpfe, unterlag aber dann im Finale dem routinierten türkischen Weltmeister Şeref Eroğlu mit 2:5 Punkten und wurde damit Vize-Europameister.
Im Jahre 2004 gelang ihm dann in Haparanda/Schweden der erste Titelgewinn. Er wurde mit fünf Siegen in überlegenem Stil Europameister. Bei den Olympischen Spielen dieses Jahres in Athen konnte er aber keine Medaille erringen. Wieder unterlag er gegen Şeref Eroğlu, diesmal sogar mit 0:5 Punkten.
Im Jahre 2005 war Armen Wardanjan bei der Europameisterschaft in Warna und bei der Weltmeisterschaft in Budapest am Start. In Warna gewann er im Leichtgewicht nur einen Kampf, unterlag aber gegen Nikolai Gergow aus Bulgarien und überraschend auch gegen Moisés Sánchez aus Spanien und erreichte nur den 12. Platz. In Budapest lief es besser. Hier siegte er u. a. über den schwedischen Ex-Weltmeister Jimmy Samuelsson, musste sich aber wieder Nikola Gergow geschlagen geben. Im Kampf um den dritten Platz unterlag er auch dem Kubaner Alain Milián und erreichte in der Endabrechnung den 5. Platz.
In den Jahren 2006 und 2007 wurde Armen Wardanjan nicht bei den internationalen Meisterschaften eingesetzt. Im April 2008 war er aber wieder bei der Europameisterschaft in Tampere dabei und gewann, stärker denn je, mit fünf Siegen seinen zweiten EM-Titel.

## Internationale Erfolge
(OS = Olympische Spiele, WM = Weltmeisterschaft, EM = Europameisterschaft, GR = griech.-röm. Stil, Ba = Bantamgewicht, damals bis 57 kg Körpergewicht, Fe = Federgewicht, bis 2001 bis 63 kg, ab 2002 bis 60 kg Körpergewicht, Le = Leichtgewicht, bis 2001 bis 69 kg, ab 2002 bis 66 kg Körpergewicht)
- 1996, 6. Platz, Junioren-WM (Cadets) in Teheran, GR, bis 43 kg Körpergewicht, Sieger Hassen Heidanarian, Iran vor Mukesh Khatri, Indien u. Mommador Tural, Aserbaidschan;
- 1998, 2. Platz, Junioren-WM (Cadets, World-Youth-Games) in Moskau, GR, Ba, hinter Alexei Iwanow, Russland u. vor Dawid Dolidse, Georgien u. Daulet Suleimanow, Kasachstan;
- 2000, 9. Platz, EM in Moskau, GR, Fe, Sieger: Warteres Warteressowitsch Samurgaschew, Russland vor Beat Motzer, Schweiz u. Witali Schuk, Belarus;
- 2000, 1. Platz, Junioren-EM (Juniors) in Nantes, GR, Fe, vor Juri Kliaschnew, Russland, Ivo Minkow, Bulgarien und Louis Liendo, Venezuela;
- 2001, 19. Platz, EM in Istanbul, GR, Fe, Sieger: Şeref Eroğlu, Türkei vor Temur Telmanow, Russland u. Wlodzimirz Zawadzki, Polen;
- 2001, 2. Platz, Junioren-WM (Juniors) in Taschkent, GR, Le, hinter Andrei Demankin, Russland u. vor Selçuk Çebi, Türkei u. Elizbar Machutadse, Georgien;
- 2003, 2. Platz, EM in Belgrad, GR, Le, mit Siegen über Moisés Sánchez, Spanien, Nikolai Gergow, Bulgarien, Marciej Panariuk, Polen u. Sergei Kuntarew, Russland u. einer Niederlage gegen Şeref Eroğlu;
- 2004, 1. Platz, EM in Haparanda, GR, Le, mit Siegen über Sergei Kuntarew, Ricardo Magni, Italien, Konstantinos Arkondeas, Griechenland, Ari Härkänen, Finnland u. Witali Schuk;
- 2004, 5. Platz, OS in Athen, GR, Le, mit Siegen über Louis Fernando Izquierdo, Kuba u. Manuchar Kwirkwelia, Georgien u. einer Niederlage gegen Şeref Eroğlu;
- 2005, 1. Platz, "Stanislaw-Pytlasinski"-Turnier in Warschau, GR, Le, vor Jimmy Samuelsson, Schweden, Julian Kwit, Polen u. Nikolai Gergow;
- 2005, 12. Platz, EM in Warna, GR, Le, mit einem Sieg über Cedric Larfon, Frankreich u. Niederlagen gegen Nikolai Gergow, Bulgarien u. Moisés Sánchez;
- 2005, 5. Platz, WM in Budapest, GR, Le, mit Siegen über Artak Harujunjan, Armenien, Ionuț Panait, Rumänien u. Jimmy Samuelsson u. Niederlagen gegen Nikolai Gergow u. Alain Milián, Kuba;
- 2006, 5. Platz, Vantaan Cup in Vantaa/Finnland, GR, Le, hinter Alexander Kikinow, Belarus, Antti Hakala, Finnland, Christopher Ljungbäck, Schweden u. Wadim Nowikow, Russland;
- 2006, 3. Platz, Haparanda-Cup, GR, Le, hinter Oleksandr Khvoshsh, Ukraine u. Tiziano Corriga, Italien, gemeinsam mit Serjan Simonjan, Russland;
- 2007, 2. Platz, "Stanislaw-Pytlasinski"-Turnier in Warschau, GR, Le, hinter Farid Maschurow, Aserbaidschan u. vor Mark Rial, USA u. Şeref Eroğlu;
- 2007, 3. Platz, Grosser Preis von Deutschland in Dortmund, GR, Le, hinter Ionel Pușcașu, Rumänien u. Jimmy Samuelsson, gemeinsam mit Selçuk Çebi;
- 2007, 3. Platz, World Cup in Antalya, GR, Le, mit Siegen über Mukhran Machutadse, Georgien u. Justin Harry Lester, USA u. einer Niederlage gegen Şeref Eroğlu;
- 2008, 1. Platz, EM in Tampere, GR, Le, mit Siegen über Tomas Sobecky, Tschechien, Mukhran Machutadse, Hussamaddin Rajabow, Aserbaidschan, Ruslan Belcharojew, Russland u. Ionuț Panait
- 2008, Bronzemedaille, OS in Peking, nach Siegen über Fərid Mansurov, Aserbaidschan, Jacob Deitchler, USA und Nikolai Gergow, Bulgarien und eine Niederlage gegen Kanatbek Begalijew, Kirgisistan